# Thánh lừa (phim 2015)
Thánh lừa (tiếng Anh: Focus) là một bộ phim hài kịch lãng mạn do Glenn Ficarra và John Requa đạo diễn và viết kịch bản, có sự tham gia của Will Smith, Margot Robbie và Rodrigo Santoro. Phim được công chiếu ngày 27 tháng 2 tại Hoa Kỳ và 20 tháng 3 năm 2015 tại Việt Nam. Dù nhận đánh giá phê bình trái chiều nhưng phim vẫn thành công trên phòng vé khi thu về 159 triệu USD so với kinh phí 50 triệu USD.

## Nội dung
Chuyên gia lừa đảo Nicky Spurgeon gặp cô nàng Jess Barrett trong một khách sạn, nơi Jess và một người đàn ông dàn cảnh đánh ghen để moi tiền Nicky. Là một bậc thầy trong ngành lừa đảo, Nicky đã sớm nhận ra cách "diễn xuất" thiếu chuyên nghiệp của hai người và khuyên họ đừng để mất tập trung khi gặp những tình huống bất ngờ. Sau đó Nicky đưa Jess đi uống rượu, anh kể với cô rằng bố anh và ông nội anh cũng là những người lừa đảo, trong một phi vụ bất thành, bố anh đã miễn cưỡng bắn ông nội anh.
Jess đi theo Nicky đến New Orleans để thuyết phục anh dạy cô các mánh khóe hành nghề. Nicky kiểm tra tay nghề của Jess bằng cách cho cô móc túi người đi đường, sau đó nhận cô vào băng nhóm của anh. Nicky và Jess nảy sinh tình cảm, tuy nhiên Nicky đã được bố dạy rằng yêu đương sẽ khiến mọi việc dễ bị thất bại. Trong lúc đi xem trận đấu bóng bầu dục, Nicky đã cá cược với một gã đại gia và lấy được số tiền lớn của gã bằng một kế hoạch cực kỳ tinh vi. Nicky chia tiền cho Jess và bảo tài xế đưa cô ra sân bay, còn anh lên chiếc xe khác. Cả hai rời xa nhau từ đó.
Ba năm sau, Nicky đến Buenos Aires làm việc cho một tỷ phú tên Rafael Garriga, người sở hữu một đội xe đua. Garriga muốn đánh bại đội xe đua của đối thủ cạnh tranh là McEwen để giành chức vô địch. Nicky sẽ giả vờ là kỹ thuật viên bất mãn với Garriga, sẵn sàng bán linh kiện EXR của gã cho người khác. Thay vào đó, anh sẽ bán linh kiện kém chất lượng cho đội xe đua của McEwen. Tại bữa tiệc, Nicky gặp lại Jess, nay là bạn gái của Garriga. Nicky tấn công Garriga trước đám đông và bị đuổi ra ngoài. Đúng như kế hoạch, McEwen muốn hẹn gặp Nicky.
Nicky muốn nối lại tình xưa với Jess. Owens, vệ sĩ của Garriga, đã nghi ngờ và suýt chút nữa là bắt gặp cả hai bên cạnh nhau. Nicky không chỉ bán linh kiện thật cho McEwen với giá ba triệu Euro mà còn bán cho các đội xe đua khác với giá tiền tương tự. Nicky và Jess định quay về Mỹ thì bị thuộc hạ của Garriga bắt giữ. Khi bị tra khảo, Nicky thú nhận rằng anh đã lợi dụng Jess, cọng dây chuyền mà anh tặng cô có gắn thiết bị ghi lại mật khẩu và thông tin đăng nhập của Garriga. Jess cũng tiết lộ rằng cô thật ra không phải là bạn gái của Garriga, cô chỉ đang tìm cách quyến rũ Garriga để ăn cắp cái đồng hồ đắt tiền của gã và làm Nicky ghen.
Owens bất ngờ bắn vào ngực Nicky, Garriga thấy vậy liền rời đi trong sự hoảng hốt. Owens sau đó tiết lộ rằng ông chính là bố của Nicky, tên thật là Bucky Spurgeon. Bucky đã ở bên cạnh Garriga để làm nội gián suốt ba năm qua, việc ông bắn Nicky chỉ là chiêu trò đánh lừa Garriga. Bucky băng bó vết thương của Nicky rồi đưa Nicky và Jess đến bệnh viện. Khi đến nơi, Bucky tạm biệt cả hai và bỏ đi cùng với túi tiền. Nicky phát hiện ra Jess đã ăn cắp cái đồng hồ của Garriga trước khi gã rời đi, cả hai mỉm cười rồi cùng nhau đi vào bệnh viện.